# Inugami (folklore)
Pour les articles homonymes, voir Inugami.

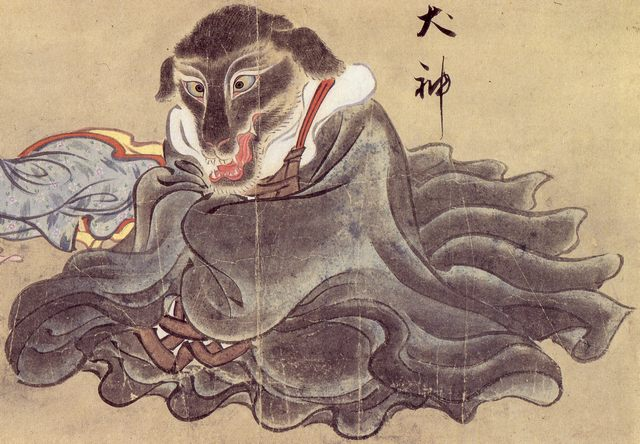
Illustration d’inugami par Sawaki Sūshi dans le Hyakkai-Zukan.

Dans la mythologie japonaise, un inugami (犬神, « dieu chien ») est un type de shikigami, émanant d'un chien et lui ressemblant. Généralement, il exécute une vengeance ou agit comme gardien si l’inugami-mochi, ou « le propriétaire de l’inugami », le lui ordonne. Les inugami sont extrêmement puissants, capables d'exister indépendamment de leur propriétaire et même de se retourner contre lui. Ils peuvent aussi posséder un être humain.

## Origines

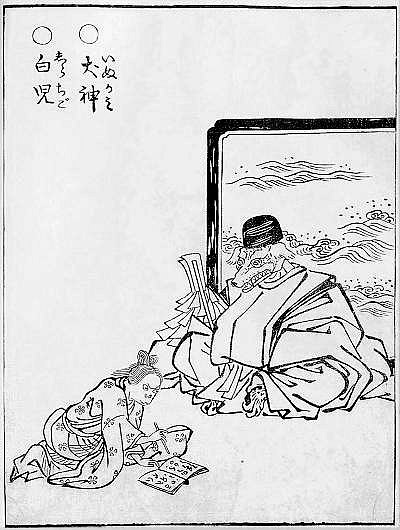
Illustration d'un inugami par Toriyama Sekien.

Comme dans la plupart des cultures, au Japon, le chien est perçu comme un compagnon gentil, intrépide et agile, mais qui peut se montrer féroce envers les ennemis de son maître. Dans les contes populaires japonais, les chiens sont considérés comme des êtres magiques ; une légende déclare que le chien pouvait autrefois parler, mais qu’il en a perdu la capacité depuis. Les Aïnous d’Hokkaidō considéraient le chien comme un animal rusé, dangereux et quelque peu humain.
La croyance populaire veut qu'un inugami soit créé en enterrant un chien jusqu'au cou et en plaçant de la nourriture autour de lui qu'il ne peut pas atteindre. Le chien agonise alors pendant des jours, pendant lesquels son maître lui répète que sa douleur n'est rien comparée à celle que lui, son maître, endure de son côté. Quand le chien meurt, il devient un inugami. Puisque son dernier souhait était de manger, les aliments placés autour du corps agissent comme une offrande qui apaise son esprit, le rendant du coup obéissant.
Une légende plus explicite relate qu’une vieille femme, désirant se venger de quelqu’un, enterra son chien chéri dans la terre et lui dit : « Si tu as une âme, accomplis  ma volonté et je t’adorerai comme un dieu. » Elle scia, par la suite, la tête de son chien avec une scie en bambou, libérant ainsi son esprit sous la forme d'un inugami. L'esprit exauça le vœu de sa maîtresse, mais en châtiment de sa mort douloureuse, il hanta la vieille femme.
Dans les îles Oki, l’inugami joue le même rôle qu’occupe le renard dans plusieurs autres régions du Japon. On  croit qu'un inugami-mochi (le possesseur d'un inugami) bénéficierait d’une grande chance et que les faveurs qu’il accorde lui seraient rendues avec intérêt. En contrepartie, les inugami-mochi sont évités par les autres et ont beaucoup de mal à se marier ; ils doivent aussi être prudents afin de ne pas offenser leur inugami, de peur de déclencher son courroux, car à la différence du renard un inugami ne suit pas simplement les vœux de son maître, mais agit aussi selon ses propres impulsions.
On considère que beaucoup de petits villages au Japon ont au moins une vieille dame avec le pouvoir de l’inugami-mochi.

## Possession d’un humain
Le corps d’origine d'un inugami reste derrière lorsqu’il part réaliser les vœux de son maître. Le cadavre enterré se dégrade et pourrit lentement ; si l’inugami ne retourne pas à son corps avant qu’il ne soit inhabitable, il peut prendre le contrôle du corps de son maître, le rendant encore plus puissant. On dit qu’être possédé par un inugami guérit de la maladie ou d’une santé chancelante ; cependant, cette possession a pour conséquence que l’hôte se conduit comme un chien.

## Inugamidans la fiction
- Dans le manga Magister negi magi, Negima!, un des personnages est de sang-mêlé. Il s'agit de Kotarô Inugami, il est moitié humain, moitié inugami. Ce dernier est aussi capable d'invoquer des inugami.
- Dans le manga Amatsuki, l'un des personnages principaux, une jeune femme du nom de Kuchiha, est possédée par un inugami.
- Dans la série télévisée Grimm, saison 5, épisode 17, Nick et Hank doivent affronter un inugami.
- Dans le manga Gintama, Sadaharu, l'animal de compagnie des personnages principaux, est un inugami.
- Dans le manga Gugure Kokkuri-San, l'un des personnages principaux est un inugami et s'appelle Inugami.
- Dans le jeu mobile Summoners War, une famille de monstres (soit 5 tous attributs confondus) sont des inugami.